# NGC 2115
NGC 2115 este o galaxie lenticulară situată în constelația Pictorul. A fost descoperită în 4 ianuarie 1837 de către John Herschel.